# Noachis Terra

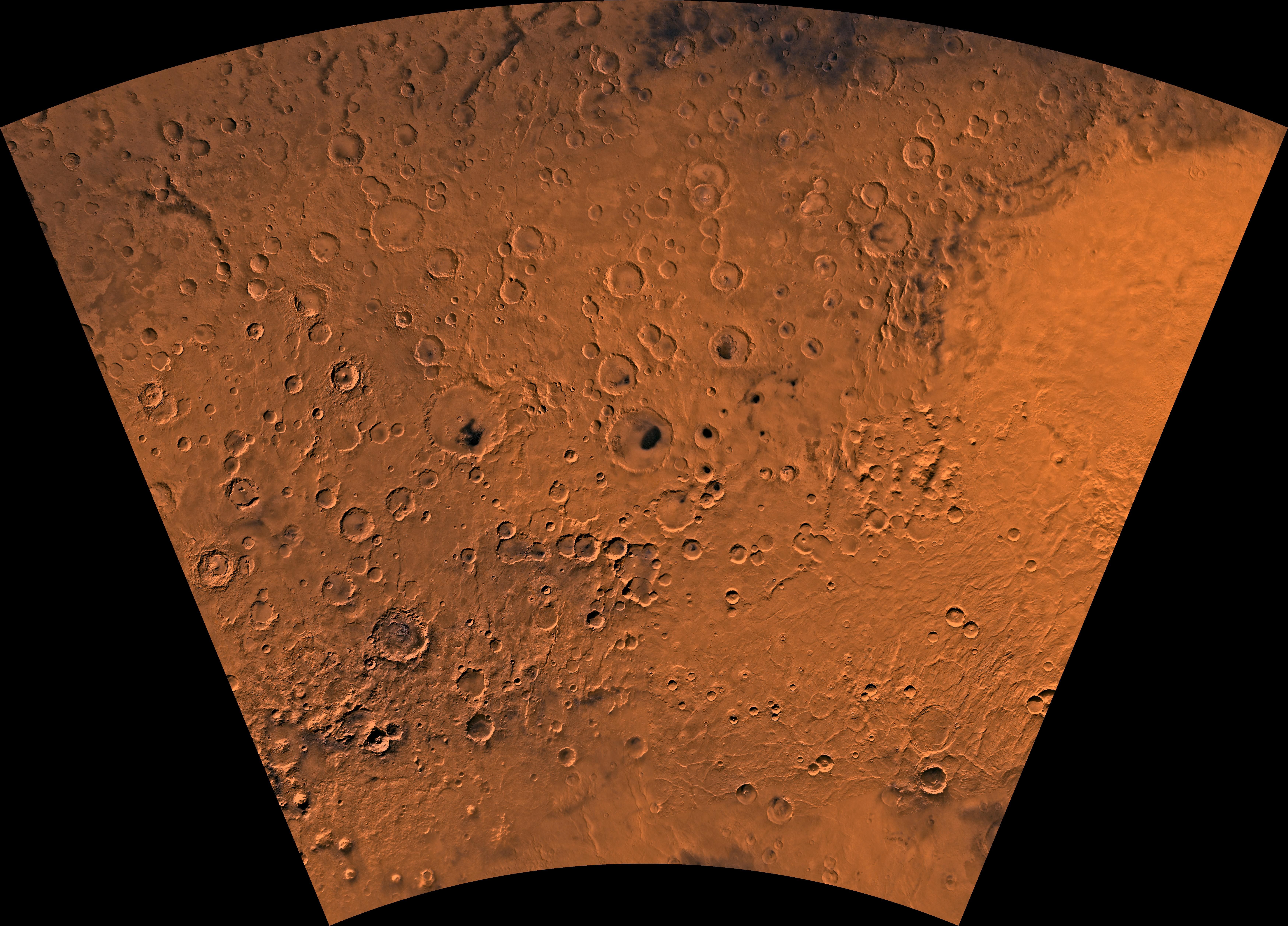
Imagem da superfície de Marte (Noachis Terra).

Noachis Terra (literalmente, "Terra de Noé") é uma extensa massa de terra localizada no hemisfério sul do planeta Marte. Se encontra entre 20 e 80 graus de latitude sul, e entre 30ºW e 30ºE de longitude. 
A termo "Era Noeica" deriva desta região.